# Alternatywne modele Słońca
Pomimo powszechnego przyjęcia w środowisku naukowym hydrostatycznego standardowego modelu Słońca oraz związanej z tym teorii jego ewolucji, niektórzy astronomowie uważali, że standardowy model Słońca nie potrafi wytłumaczyć pewnych obserwowanych zjawisk, w szczególności problemu neutrin słonecznych. Istnieje wiele alternatywnych modeli budowy i działania Słońca, z których wybrane przedstawiono w poniższym artykule.

## Założenia standardowego modelu Słońca
Ponieważ Słońce jest najbliższą Ziemi gwiazdą, jego promień, jasność, masa i wiek są znane z dużą dokładnością. Zbierane są także dane heliosejsmologiczne (m.in. przez sondę SOHO) oraz dane dotyczące strumieni neutrin. Pozwala to na dokładne testowanie modelu budowy gwiazd.
Standardowy model Słońca opisuje je jako kulę gazu (o różnym stopniu jonizacji w różnych jego warstwach) o strukturze zadanej układem równań różniczkowych, który posiada dwa wolne parametry: początkową zawartość helu {\displaystyle Y_{0}} i parametr długości mieszania α (odpowiednik średniej drogi swobodnej w termodynamice), opisujący konwekcję. Układ równań rozwiązuje się numerycznie, a wartości wolnych parametrów dobiera się tak, aby uzyskać możliwie dobrą zgodność promienia i jasności Słońca z wynikami doświadczalnymi. Standardowy model Słońca nie może zawierać zjawisk fizycznych, które wprowadziłyby kolejne wolne parametry. Przyjmuje się w szczególności następujące założenia:
- jednorodny początkowy skład chemiczny,
- symetria sferyczna,
- równowaga hydrostatyczna,
- brak znaczącego mieszania poza strefami konwekcji,
- zaniedbywalny dynamiczny wpływ rotacji na strukturę Słońca,
- zaniedbywalne pola elektromagnetyczne,
- zaniedbywalna utrata masy,
- brak akrecji,
- brak wielkoskalowej niestabilności,
- brak (nieliniowego) falowego transportu gazu,
- stan bliski równowadze termicznej,
- znajomość równań stanu,
- znajomość przekrojów czynnych reakcji termojądrowych,
- znajomość równań dotyczących absorpcji.

Według analiz heliosejsmicznych, standardowy model bardzo dobrze opisuje wewnętrzną strukturę Słońca. Niezgodności profilu prędkości dźwięku wewnątrz Słońca są rzędu maksymalnie kilku procent. Również problem neutrin słonecznych od około 2002 roku uważa się za rozwiązany, dzięki potwierdzeniu oscylacji neutrin. Zaniedbanie pól magnetycznych powoduje jednak nieodtworzenie cyklu słonecznego Schwabego i związanych z nim zmian irradiancji wynoszących około 0.1%.
Celem alternatywnych modeli było na ogół uzyskanie jeszcze lepszej zgodności z doświadczeniem przez uwzględnienie pewnych zjawisk, które są zaniedbywane w modelu standardowym jako mające mały ilościowy wpływ na ewolucję Słońca.

## Model z niską zawartością ciężkich pierwiastków
Gradient temperatury we wnętrzu Słońca jest proporcjonalny do współczynnika absorpcji, do którego znaczny wkład (około połowy, jeżeli stosunek ciężkich pierwiastków do wodoru jest taki sam we wnętrzu jak na powierzchni Słońca) pochodzi od ciężkich pierwiastków.
Hipoteza o małej zawartości ciężkich pierwiastków we wnętrzu Słońca pozwala na obniżenie temperatury we wnętrzu Słońca i dopasowanie obliczanych strumieni neutrin do obserwacji w eksperymentach 37Cl i Kamiokande II. Aby uzyskać zgodność z eksperymentem 37Cl, wystarczyłoby założyć obniżoną zawartość ciężkich pierwiastków w rdzeniu o promieniu 0,3 promienia słonecznego w środku Słońca.
Z drugiej strony, różnice w obserwowanych i obliczanych na podstawie modeli Słońca częstotliwościach oscylacji słonecznych w modzie p pogłębiają się w modelach z niską zawartością ciężkich pierwiastków, co zmniejsza atrakcyjność tych modeli.

## Precypitacja żelaza
Innym sposobem obniżenia temperatury we wnętrzu Słońca jest założenie, że prawie całe żelazo ulega precypitacji z gazu H i He, przez co nie wnosi wkładu do współczynnika absorpcji. Niektóre dalsze obliczenia mieszalności jonów żelaza w plazmie słonecznej nie potwierdziły tej możliwości.
Z obliczeń w pracy Dearborna, Marxa i Ruffa wynika lepsza niż w standardowym modelu Słońca zgodność strumieni neutrin z eksperymentem 37Cl. Jeżeli dalsze rozważania potwierdzą możliwość precypitacji żelaza, to wskazane będzie skonstruowanie dokładniejszego modelu Słońca i ponowienie obliczeń.

## Wypalony rdzeń
W modelu zaproponowanym przez Prentice’a zmniejszenie strumienia neutrin 8B uzyskuje się przez założenie posiadania przez Słońce małego rdzenia, w którym cały wodór został wyczerpany. Według tej koncepcji po segregacji ziarnistego materiału podczas wczesnych etapów tworzenia Słońca nastąpiła turbulentna faza formowania planet, w wyniku której powstało niejednorodne Słońce zawierające bogaty w metale rdzeń o masie kilku procent masy Słońca. Aby obserwowane cechy Słońca zgadzały się z tym modelem, wypalenie wodoru w hipotetycznym rdzeniu musiało nastąpić w niedawnej przeszłości Słońca.

## Szybka rotacja
Według wielu autorów rotacja rdzenia Słońca zmniejszyłaby ciśnienie termiczne wymagane do przeciwstawienia się grawitacji, i z tego powodu zmniejszyłaby wymaganą temperaturę wnętrza Słońca oraz emitowany strumień neutrin słonecznych. Aby wkład do ciśnienia pochodzący od siły odśrodkowej w strefie Słońca, gdzie neutrina 8B są produkowane (0,05 promienia Słońca), przekroczył 0,01, prędkość kątowa głęboko we wnętrzu Słońca musi być ponad tysiąc razy większa niż obserwowana na powierzchni. By spełnione były obserwacyjne ograniczenia na spłaszczenie Słońca, bardziej zewnętrzne części Słońca muszą mieć niższą prędkość obrotową.
Analiza oscylacji słonecznych w modzie p wskazuje na dużą jednorodność (rzędu 30%) prędkości kątowych wnętrza Słońca od powierzchni aż do promieni rzędu 0,3 promienia Słońca. Dalsza analiza może wprowadzić ograniczenia na prędkości kątowe także dla głębiej położonych stref.

## Silne pole magnetyczne
Silne pole magnetyczne, zmniejszające się od wnętrza Słońca w stronę powierzchni, spowodowałoby zwiększenie gradientu ciśnienia. Aby strumienie neutrin uległy istotnej zmianie, wymagane jest pole rzędu 109 Gs.
Równania opisujące mody normalne pola magnetycznego wewnątrz Słońca zostały podane przez Cowlinga w 1945 roku. Według obliczeń numerycznych, czas życia pierwszego modu Cowlinga byłby wprawdzie wystarczająco duży, aby pierwotne pole magnetyczne przetrwało wewnątrz Słońca do obecnej epoki, lecz istnienie takiego pola powodowałoby zwiększenie, zamiast zmniejszenia, przewidywanych strumieni neutrin w eksperymencie 37Cl.
Niektórzy autorzy rozważali silne pola magnetyczne ograniczone do samego rdzenia Słońca, jednak czas życia takich pól byłby krótszy niż wiek Słońca.
Kolejnym argumentem przeciwko temu modelowi jest pokazanie przez Parkera w 1974 roku, że obszary wysokiego pola magnetycznego zostałyby wypchnięte na powierzchnię w czasie mniejszym od 108 lat, z uwagi na niższą gęstość takich obszarów od tych otaczającej plazmy.

## Silne mieszanie plazmy w Słońcu
Centralna temperatura Słońca rośnie z czasem wraz ze zużywaniem wodoru w rdzeniu, a razem z nią rośnie strumień neutrin 8B. Ezer i Cameron zasugerowali w 1968 roku, że mieszanie plazmy z różnych stref Słońca mogłoby utrzymać zawartość wodoru w centrum w pobliżu wartości początkowej. Aby osiągnąć zgodność z eksperymentem 37Cl, mieszanie takie musiałoby trwać przez całą historię Słońca i obejmować przynajmniej 60% jego masy. Nie są znane mechanizmy, które mogłyby dostarczać energię potrzebną do takiego mieszania. Podano także argumenty przeciwko temu modelowi oparte na gradiencie średniej masy cząsteczkowej, średnim czasie życia gwiazd, który uległby zwiększeniu przy założeniu mieszania, oraz obliczeniach wymaganej energii.

## Dyfuzja turbulentna
Według niektórych astrofizyków, wysoki efektywny współczynnik dyfuzji wewnątrz Słońca pozwoliłby na osiągnięcie zgodności z wynikiem eksperymentu 37Cl oraz zrozumieć lepiej abundancję pierwiastków 3He, Li i 13C w atmosferach gwiazd.
Jednak spektra oscylacji słonecznych w modzie p obliczone przy tych założeniach wydają się nie zgadzać z obserwacjami. Ponadto wnętrze Słońca musiałoby się obracać kilkukrotnie szybciej niż jego powierzchnia.

## Znaczny ubytek masy
Standardowy model Słońca nie bierze pod uwagę wpływu utraty masy na wewnętrzną strukturę Słońca. Uważane jest to za mało istotną omisję, jakkolwiek zostały również zaproponowane modele proponujące znaczną utratę masy, która miałaby wpływ na obserwowane strumienie neutrin słonecznych.
Willson, Bowen i Struck-Marcell zaproponowali w 1987 roku, że we wczesnej fazie życia Słońca szybkość utraty masy była 5–6 rzędów wielkości większa niż obecnie. Według nich, Słońce zaczęło życie jako gwiazda o masie 2 razy większej niż obecnie, z czego połowę odrzuciło we wczesnej fazie istnienia. Autorzy motywowali tę sugestię, opisując obserwacje astronomiczne, które mogłyby być wyjaśnione przy założeniu znacznej szybkości utraty masy Słońca.
Nie został jednak zaproponowany mechanizm dostarczania energii, który miałby napędzać szybką utratę masy. Ponadto gdyby Słońce w początkowej fazie ewolucji było znacznie cięższe niż według standardowego modelu, szybkość zmiany wodoru w hel byłaby większa i obecnie zawartość wodoru byłaby niższa. Zatem dla zgodności z obserwowaną jasnością Słońca, jego rdzeń musiałby być gorętszy, co z kolei powodowałoby większy, czyli bardziej niezgodny z obserwacjami, strumień neutrin 8B. Obserwowane zawartości Li, Be, B na powierzchni Słońca również są niezgodne z modelem szybkiej utraty masy.

## Centralna czarna dziura
Stephen Hawking zaproponował w 1971 roku małą czarną dziurę w centrum Słońca jako rozwiązanie problemu neutrin słonecznych. Według niego, znaczna część energii Słońca mogłaby być produkowana przez akrecję na czarną dziurę, co zmniejszyłoby energię wymaganą z reakcji termojądrowych i emisję neutrin z tych reakcji. W kolejnych latach zostały przetestowane numeryczne modele Słońca oparte na tej idei.
Propozycja Hawkinga i dalsze obliczenia nie wyjaśniają obserwowanej zależności pomiędzy masą i jasnością gwiazdy (zgodnej ze standardowym modelem słonecznym bez czarnej dziury), zgodności diagramów H-R ze standardowym modelem słonecznym, braku gwiazd z centralnymi czarnymi dziurami w diagramach H-R, ani procesu formowania gwiazdy wokół czarnej dziury. Ponadto w modelu tym masa czarnej dziury w centrum Słońca rosłaby wykładniczo w czasie, zatem Słońce miałoby zostać pochłonięte przez czarną dziurę w czasie stosunkowo nieodległym od chwili obecnej.

## Model elektryczny oraz jego warianty
Model elektryczny, którego pierwsze przesłanki zostały odkryte przez Kristiana Birkelanda, został po raz pierwszy zaproponowany w latach 70. XX wieku przez Ralpha Juergensa. W modelu tym Słońce pełni rolę dodatniej anody w obwodzie elektrycznym, którego Układ Słoneczny jest częścią. Energia Słońca przynajmniej częściowo pochodziłaby nie z reakcji termojądrowych wywołanych ciśnieniem w jądrze, a z prądu płynącego w ramieniu Galaktyki. Model proponuje wyjaśnienie ogrzewania korony słonecznej, przedstawiając ją jako plazmę w trybie żarzenia (fotosfera jest plazmą w trybie łuku elektrycznego).
Model stałej powierzchni opiera się na analizie obrazów z satelitów takich jak SOHO, TRACE i Yohkoh i radzi sobie z wyjaśnieniem obserwowanych struktur powierzchni. Zakłada on, że Słońce posiada stałą, przewodzącą prąd elektryczny, powierzchnię z ferrytowego żelaza, nad którą znajduje się płynna warstwa plazmy fotosferycznej. Słońce ma według niego być pokryte szeregiem warstw plazmy: wapnia, krzemu, neonu, helu i wodoru. Aktywność Słońca tłumaczona jest, jak w przypadku modelu elektrycznego, oddziaływaniami elektrycznymi.
Model materii skondensowanej zakłada płynną, a nie gazową strukturę Słońca; propagatorzy tego modelu argumentują, że materia skondensowana emituje światło o ciągłym widmie, podczas gdy widmo gazu tworzą pasma (jest to prawda dla gazów w niskim ciśnieniu). Model ten ma tłumaczyć również sejsmikę Słońca, np. obecność fal sejsmicznych interpretowanych jako fale poprzeczne.
Modele zakładające elektryczne źródło energii Słońca mają szereg mankamentów, które sprawiają, że pozostają one na marginesie głównych badań. Wytworzenie pętli koronalnych wymaga wewnętrznego źródła energii, zatem nie wyjaśniają one w pełni źródła energii. Według krytyków, a wbrew zapewnieniom autorów, w modelu elektrycznym nie ma miejsca na warstwę minimum temperaturowego ponad fotosferą. Słońce emituje w postaci wiatru słonecznego bynajmniej nie tylko jony dodatnie, ale przede wszystkim ujemnie naładowane elektrony, co kłóci się z modelem „dodatniej elektrody”. W modelu elektrycznym jest co prawda mowa o dryfie niektórych elektronów w stronę Słońca, nie zaś wszystkich, jednak dla nauki głównego nurtu nie jest to przekonująca hipoteza. Z kolei obserwacje heliosejsmologiczne ukazują trzy różne rodzaje drgań Słońca, penetrujące różne warstwy jego wnętrza (z których wyłącznie fale rozchodzące się po powierzchni mogą być poprzeczne), oraz głęboko sięgające różnice prędkości obrotu w strefie konwektywnej, stojące w sprzeczności z założeniem o stałej powierzchni.